# Hákový sval
Hákový sval, nebo také vnitřní sval pažní (lat. musculus coracobrachialis) je malý kosterní sval, sloužící jako ohybač ramenního kloubu.
Hákový sval odstupuje společně s krátkou hlavou dvojhlavého svalu a velkým prsním svalem na hákovitém výběžku lopatky (processus coracoideus) a z těchto svalů je nejmenší. Upíná se pak na pažní kost mezi odstupy trojhlavého a hlubokého pažního svalu.
Proráží jím nervus musculocutaneus.